# Stockholm Open 1978
Lo Stockholm Open 1978 è stato un torneo di tennis giocato sul cemento indoor. È stata la 10ª edizione dello Stockholm Open, del Colgate-Palmolive Grand Prix 1978. Il torneo si è giocato al Kungliga tennishallen di Stoccolma in Svezia, dal 6 al 12 novembre 1978.

## Campioni

### Singolare
John McEnroe ha battuto in finale  Tim Gullikson con il punteggio di 6–2, 6–2

### Doppio
Tom Okker /  Wojciech Fibak hanno battuto in finale  Stan Smith /  Bob Lutz con il punteggio di 6–3, 6–2